# Somatochlora flavomaculata
Somatochlora flavomaculata, también llamada esmeralda con manchas amarillas, es una especie común de libélula en la familia Corduliidae. Su distribución se extiende desde Francia hasta Siberia y Mongolia. Frecuenta los humedales en su área de distribución. Los machos son conocidos por defender su territorio.

## Identificación
A diferencia de otras libélulas que son de color verde metálico, la especie tiene manchas amarillas en el tórax y el abdomen. Las hembras tienen las manchas más grandes y las manchas son más brillantes en los especímenes jóvenes. Las manchas en el abdomen se vuelven más oscuras a medida que la persona envejece y luego pueden volverse casi invisibles. La especie es similar a Somatochlora metallica, también conocida como esmeralda brillante, pero tiene más amarillo en la parte superior del abdomen y amarillo en los costados. S. flavomaculata también es más pequeña que S. metallica.

## Comportamiento
Los machos defienden su territorio sobre vegetación seca, caminos de arbustos y árboles, en claros de cañaverales y cuerpos de agua. Cerca del final de su ciclo de reproducción, los machos suelen patrullar los cuerpos de agua. Su rueda de apareamiento, en la que se aparean mientras tienen forma de rueda, se puede ver dando vueltas durante unos minutos cada vez sobre los cañaverales.

## Distribución
S. flavomaculata se puede encontrar comúnmente en los humedales de Europa continental, con poblaciones que se encuentran desde el norte de Francia hasta Siberia y Mongolia. Fue descubierto por primera vez en el Reino Unido en 2018 en las marismas de Carlton y Oulton por el fotógrafo de vida silvestre Andrew Easton, quien apeló a los usuarios en Twitter para identificar la especie. La especie puede haber sido llevada al Reino Unido por los vientos del este en la primavera y el verano a pesar de que no se sabe que viaje largas distancias. La especie se utilizó para indicar la riqueza de especies en los bosques boreales del centro de Suecia.